# Гидроузел (Рузский городской округ)
Гидроузел — посёлок сельского типа в Рузском районе Московской области, входит в состав сельского поселения Ивановское. Население 14 человек на 2006 год. До 2006 года Гидроузел входил в состав Ивановского сельского округа.
Посёлок расположен в центральной части района, примерно в 6 километрах к северу от Рузы, у места слияния рек Руза и Озерна, высота центра над уровнем моря 192 м. На западе к посёлку примыкает деревня Покров, в 0,5 км на восток — Накипелово, через Гидроузел проходит шоссе 46К-9191 Волоколамск — Руза.